# کنفدراسیون سامانه‌های مستقل
کنفدراسیون منظومه های مستقل (به انگلیسی: Confederacy of Independent Systems) یا جدایی طلبان (به انگلیسی: Separatists)، اتحادیه‌ای خیالی در سه‌گانه پیش‌درآمد جنگ ستارگان است که در سال ۲۴ پیش از نبرد یاوین تأسیس و در سال ۱۹ پیش از نبرد یاوین، منحل شد. این کنفدراسیون با ادغام در فدراسیون تجاری، قدرت گرفت. هدف این کنفدراسیون نابودی و تجزیه جمهوری بود. سربازان و جنگاوران این کنفدراسیون، ربات‌ها و آدم آهنی‌ها بودند. در نهایت، با بازسازی مجدد این کنفدراسیون در ۱۹ پیش از نبرد یاوین، و فروپاشی در چند ساعت بعد توسط دارث ویدر (آناکین اسکای واکر) پرونده جدایی طلبان نیز بسته شد.

## حضور
- جنگ ستارگان:حمله کلون‌ها

عامل شروع جنگ اول جئنوسیس بودند. رهبر آن‌ها کنت دوکو، با دو جدای مبارزه کرد و آنها را شکست داد، اما استاد جدای، یودا، او را فراری داد و جنگ کلون‌هاآغاز شد.
- جنگ کلون‌ها (۲۰۰۸)

جدایی طلبان جنگی سه ساله با حواشی فراوان علیه جمهوری آغاز کردند. در نهایت، به وقایع قسمت سوم یعنی جنگ ستارگان:انتقام سیت منجر شد.
- جنگ ستارگان: انتقام سیت

جدایی طلبان، رهبر خود یعنی کنت دوکو را از دست می‌دهند. ژنرال گریوس به عنوان رهبر جدید انتخاب شد. بعد از مرگ او توسط اوبی وان کنوبی، لورد سیدیوس دارث ویدر را مأمور به کشتن جدایی طلبان کرد و آن‌ها برای همیشه نابود شدند.

## رهبران
- نوت گانری
- کنت دوکو
- ژنرال گریوس